# Toei
Toei (яп. 東映株式会社 То:эй кабусики-гайся, также Toei Company) — японская кинокомпания по производству и распространению художественных и анимационных фильмов и телесериалов.

## История
Была основана 1 октября 1950 года под названием Tokyo Eiga Haikyu. Главный офис находится в Токио. Toei имеет договорённость с 34 кинотеатрами Японии и является держателем пакета акций нескольких телекомпаний. Наиболее известны её дзидайгэки-сериалы и токусацу (Kamen Rider), для которых был изобретён приём «хэнсин». Слово сэнтай («эскадрилья») используется для обозначения телесериалов о «командах супергероев», производимых Toei и Bandai. Toei принадлежит крупная анимационная студия Toei Animation, созданная в 1956 году.
Toei было создано больше токусацу о супергероях, чем любой другой студией Японии. Ряд из них в титрах отмечен как созданные «Сабуро Яцудэ» (яп. 八手三郎 Yatsude Saburō) — творческий псевдоним коллектива сотрудников Toei. В 1950-х годах на студии были сняты черно-белый сериал Gekko Kamen (яп. 月光仮面 гэкко: камэн, 1958) и семь фильмов по его мотивам, черно-белые Nana-iro Kamen (яп. 七色仮面 1959) и Yuusei Ouji (яп. 遊星王子 1959). В 1960-м году в сотрудничестве с Panasonic был создан National Kid (яп. ナショナルキッド насёнару киддо), использовавшийся в рекламной кампании их марки National. В 1961 вышел черно-белый фильм Uchuu Kaisokusen (яп. 宇宙快速船). В 1967 году на свет появились первые цветные телесериалы компании Kamen no Ninja Aka-Kage (яп. 仮面の忍者　赤影), Captain Ultra (яп. 宇宙特撮シリーズ　キャプテンウルトラ утю: тоцусацу сири:дзу кяпутэн урутора) и Giant Robo (яп. ジャイアントロボ дзяйанто робо). В начале 1970-х были сняты известный Kamen Rider (яп. 仮面ライダー камэн райда:) и два фильма по его мотивам, а также Suki! Suki! Majo Sensei (яп. 好き！好き！！魔女先生).